# Diecezja Nardò-Gallipoli
Diecezja Nardò-Gallipoli – diecezja rzymskokatolicka we Włoszech. Powstała w 1090 jako opactwo terytorialne Nardo. Promowana do rangi diecezji w 1413. W 1986 po przyłączeniu terytorium zlikwidowanej diecezji Gallipoli przyjęła obecną nazwę.

## Lista ordynariuszy diecezjalnych
- Johannes de Epifaniis (1413–1423)
- Giovanni Barella (1423–1435)
- Stefano Argercolo de Pendinellis (1436–1451)
- Ludovico de Pennis (1451–1484)
- Ludovico de Justinis (1484–1490)
- Gabriele Setario (1491–1507)
- Antonio de Caris (1507–1517)
- Luigi d’Aragona (1517–1519)
- Marco Cornaro (1519–1521)
- Giacomo Antonio Acquaviva d'Aragona (1521–1532)
- Giovanni Domenico De Cupis (1532–1536)
- Giovan Battista Acquaviva d'Aragona (1536–1569)
- Ambrogio Salvio (1569–1577)
- Cesare Bovio (1577–1583)
- Fabio Fornari (1583–1596)
- Lelio Landi (1596–1610)
- Luigi de Franchis (1611–1615)
- Girolamo de Franchis (1616–1634)
- Fabio Chigi (1635–1652), później papież Aleksander VII.
- Calanio della Ciaia (1652–1654)
- Girolamo de Coris (1656–1669)
- Tommaso Brancaccio (1669–1677)
- Orazio Fortunato (1678–1707)
- Antonimo Sanfelice (1707–1736)
- Francesco Carafa (1736–1754)
- Marco Aurelio Petruccelli (1754–1781)
- Carmine Fimiani (1792–1799)
- Leopoldo Corigliano (1819–1825)
- Salvatore Lettieri (1825–1839)
- Angelo Filipponi (1842–1846)
- Ferdinando Girardi (1846–1848)
- Luigi Vetta (1849–1873)
- Salvatore Nappi (1873–1876)
- Michele Mautone (1876–1888)
- Giuseppe Ricciardi (1888–1908)
- Nicola Giannattasio (1908–1926)
- Gaetano Müller (1927–1935)
- Nicola Colangelo (1935–1937)
- Gennaro Fenizia (1938–1948)
- Francesco Minerva (1948–1950)
- Corrado Kardinal Ursi (1951–1961)
- Antonio Rosario Mennonna (1962–1983)
- Aldo Garzia (1983–1986)

## Biskupi Nardò-Gallipoli
- Aldo Garzia (1986–1994)
- Vittorio Fusco (1995–1999)
- Domenico Caliandro (2000–2013)
- Fernando Tarcisio Filograna (2013–nadal)